# Idioma tsajur
El idioma tsajur (en tsajur: C'a'χna miz; en azerí: Saxur dili; en ruso: Цахурский язык) es una lengua caucásica nororiental hablada por los tsajures en el norte de Azerbaiyán y es sudoeste de Daguestán (Rusia). El tsajur es hablado por cerca de 11.700 personas en Azerbaiyán y 10.600 personas en Rusia. La palabra tsajur deriva del nombre de un pueblo de Daguestán donde los hablantes de esta lengua constituyen la mayoría.
Aunque el tsajur está amenazado en las comunidades en contacto más cercano con Azerbaiyán, es vigoroso en otras comunidades, ganando prominencia en la región, visto en el creciente interés en aprender tsakur en la escuela y creciente número de materiales de aprendizaje de tsajur. El tsajur está clasificado como "definitivamente en peligro" por el Libro Rojo de las Lenguas Amenazadas de la UNESCO.

## Aspectos históricos, sociales y culturales

### Distribución geográfica
El tsajur se habla principalmente en las zonas rurales de los rayones de Zaqatala y de Qaj de Azerbaiyán, así como en las zonas montañosas de la región de Rutul en Daguestán. Hay 15.900 tsajurs en Azerbaiyán (censo de 1999) y 10.400 en Rusia (censo de 2002). En 1989, el 93% de ellos informó que tenían el tsajur como su primer idioma.

### Oficialidad
El tsajur es uno de los doce idiomas oficiales de la república autónoma de Daguestán en Rusia donde se habla. Sin embargo, el idioma no tiene un estatus oficial en Azerbaiyán.
En Azerbaiyán y Rusia, el tsajur se enseña como materia en las escuelas primarias (grados 1 a 4) en las regiones pobladas por tsajures. También se encuentran disponibles periódicos y transmisiones de radio en tsajur. 

### Dialectos
Los dos dialectos principales del idioma tsajur son tsaj y gelmets. 

### Idiomas relacionados
Entre las lenguas del grupo de las lezguías, el rutul parece ser la más cercana a la tsajur. Aparte de estos dos, hay ocho lenguas lezguías: lezguiano, tabasaro, agul, buduj, kryts, jinalug, udí y archi.

### Historia
La primera documentación escrita de tsajur data de 1895 y se atribuye a Roderich von Erckert. La primera descripción de la gramática Tsakhur fue publicada por Adolf Dirr en 1913.
En la década de 1930, se desarrolló una forma literaria de tsajur. A partir de 1934, el idioma se enseñó en las escuelas primarias de Azerbaiyán y Daguestán. En 1938, se interrumpió el uso literario de tsajur en Azerbaiyán, pero recuperó su estatus en 1989.
El alfabeto tsajur en Azerbaiyán se basa en la escritura latina, mientras que en Daguestán el idioma usa el cirílico. En el pasado (ya en el siglo XI) ha habido intentos de escribir tsajur en caligrafía árabe.
En 2008, Asif Rustamov dirigió el primer y hasta ahora único largometraje en tsajur llamado De espaldas a la Qibla.

## Escritura

### Alfabeto
Como otras lenguas del Cáucaso, el tsajur no poseía un alfabeto propio. En 1913 el lingüista A. M. Dirr le construyó uno a base del cirílico de aquel entonces. Años más tarde, en 1934, otro lingüista, A. N. Genko, creó otro a partir del latín, aunque cuatro años más tarde cayó en desuso. En 1989, un año antes de la caída de la URSS, se creó otro alfabeto para el tsajur, solo que se usaría el cirílico moderno; este se usa en Rusia, mientras que en Azerbaiyán se usa una versión moderna del latín.
| Cirílico | А а | АӀ аӀ | Б б | В в   | Г г       | Гъ гъ | Гь гь | ГӀ гӀ    | Д д | Дж дж | Е е | ЕӀ еӀ | Ё ё | Ж ж | З з | И и | Й й | К к     | Къ къ  | Кь кь | КӀ кӀ | Л л | М м | Н н | О о | ОӀ оӀ | П п     | ПӀ пӀ | Р р | С с | Т т     | ТӀ тӀ | У у | УӀ уӀ | Ф ф | Х х | Хъ хъ   | Хь хь |
| Latino   | A a | Â â   | B b | V v   | G g       | Ğ ğ   | H h   | H’ h’    | D d | J j   | E e | Ê ê   | Ö ö | Ž ž | Z z | I i | Y y | K k     | q͡q     | Qʼ qʼ | Kʼ kʼ | L l | M m | N n | O o | Ô ô   | P p     | P’ p’ | R r | S s | T t     | T’ t’ | U u | Û û   | F f | H h | Q q     | k͡h    |
| AFI      | /ɑ/ | /ɑˤ/  | /b/ | /v~w/ | /g/, /ɡʲ/ | /ʁ/   | /h~ɦ/ | /ʕ~ʕ’~ʡ/ | /d/ | /d͡ʒ/  | /e/ | /eˤ/  | /ø/ | /ʒ/ | /z/ | /i/ | /j/ | /kʰ~kʿ/ | /ˀqʿː/ | /qʼ/  | /kʼ/  | /l/ | /m/ | /n/ | /o/ | /oˤ/  | /pʰ~pʿ/ | /pʼ/  | /r/ | /s/ | /tʰ~tʿ/ | /tʼ/  | /u/ | /uˤ/  | /f/ | /χ/ | /qʰ~qʿ/ | /x/   |

| Cirílico | Ц ц       | ЦӀ цӀ | Ч ч       | ЧӀ чӀ | Ш ш | Щ щ   | Ъ ъ | Ы ы | ЫӀ ыӀ | Ь ь | Э э | Ю ю | Я я |
| Latino   | C c       | Cʼ cʼ | Ç ç       | Çʼ çʼ | Ş ş | şç    | '   | I ı | Î î   |     | E e | Ü ü | Ä ä |
| AFI      | /t͡sʰ~t͡sʿ/ | /t͡sʼ/ | /t͡ʃʰ~t͡ʃʿ/ | /t͡ʃʼ/ | /ʃ/ | /ʃt͡ʃ/ | /ʔ/ | /ɨ/ | /ɪˤ/  | /ʲ/ | /e/ | /y/ | /æ/ |

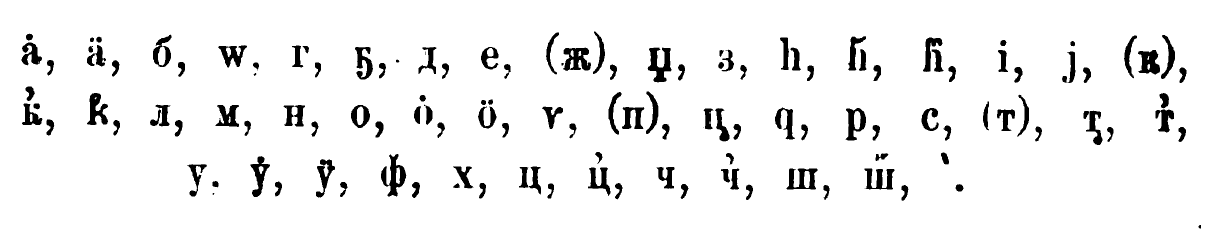
Primer alfabeto tsajur (1913)
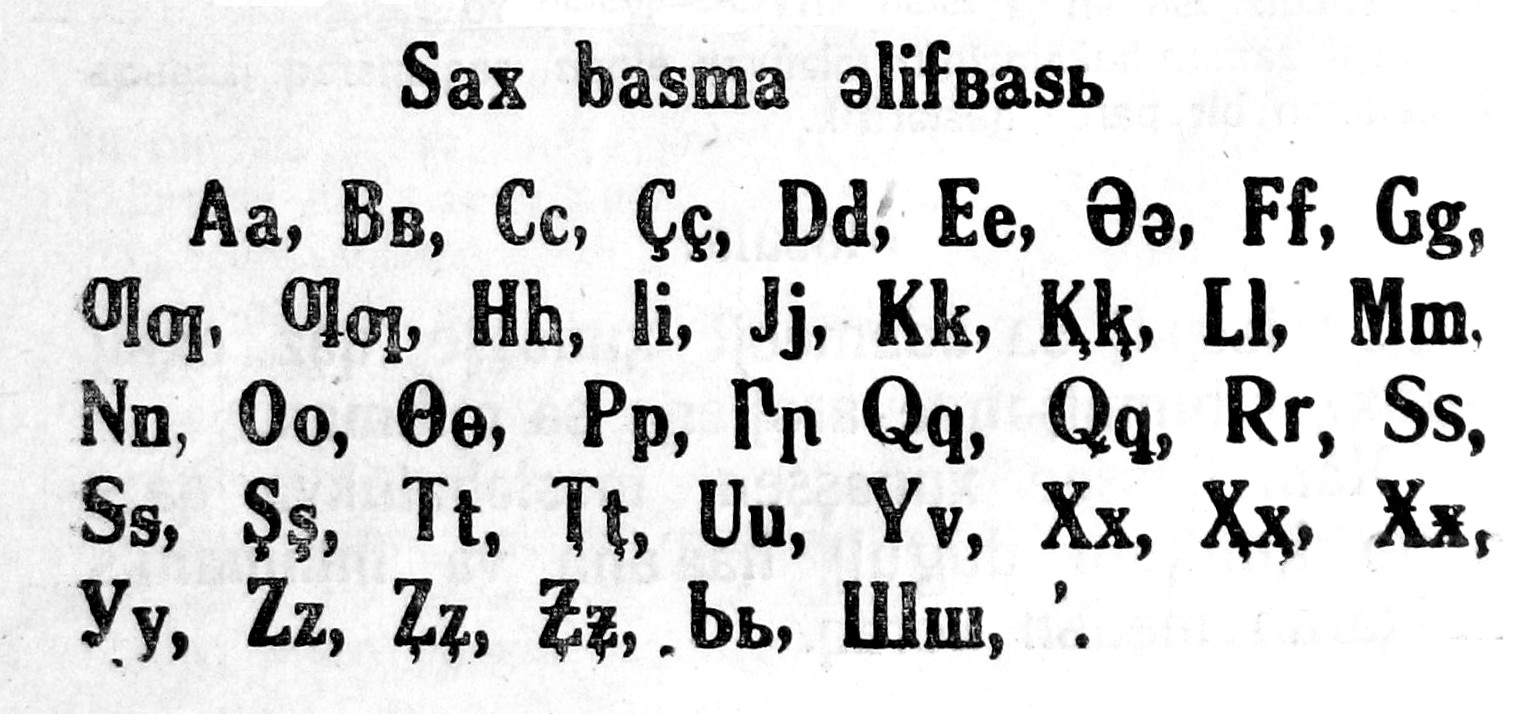
Segundo alfabeto tsajur (1934)

## Descripción lingüística

### Clasificación
El tsajur pertenece al grupo las lenguas lezguías de la familia de lengua caucásica nororiental.

### Fonología
Al igual que muchos idiomas del noreste del Cáucaso, el tsajur es conocido por su fonología compleja y una gran cantidad de fonemas vocálicos (incluidas 7 vocales simples, 5 faringealizadas y 3 sinarmónicas). Su primera descripción fonológica en profundidad fue proporcionada por Nikolái Trubetskói en 1931.

#### Consonantes
El inventario de consonantes, según el estudio del idioma de Shulze, del tsajur se muestra a continuación. Las formas son fonémicas a menos que se resalten en rojo, en cuyo caso se sospecha que son fonemas pero actualmente no hay evidencia completa de ello. El inventario muestra algunas asimetrías, pero exhibe una serie de fonemas palatalizados, labializados y faringealizados.
|                               |                               | Labial | Dental | Dental | Dental | Alveolar | Alveolar | Alveolar | Palatal | Palatal | Velar | Velar | Velar | Uvular | Uvular | Uvular | Laringial | Laringial | Laringial |
| plana                         | pal.                          | Labial | lab.   | plana  | pal.   | lab.     | plana    | lab.     | plana   | pal.    | lab.  | plana | lab.  | far.   | plana  | lab.   | far.      |           |           |
| ----------------------------- | ----------------------------- | ------ | ------ | ------ | ------ | -------- | -------- | -------- | ------- | ------- | ----- | ----- | ----- | ------ | ------ | ------ | --------- | --------- | --------- |
| Nasal                         | Nasal                         | m      | n      | nʲ     |        |          |          |          |         |         |       |       |       |        |        |        |           |           |           |
| Oclusiva / africada           | sorda                         | p      | t      | tʲ     | tʷ     | ts       | tsʲ      | tsʷ      | tʃ      | tʃʷ     | k     | kʲ    | kʷ    | q      | qʷ     | qˤ     |           |           |           |
| Oclusiva / africada           | eyectiva                      | pʼ     | tʼ     | tʲʼ    | tʷʼ    | tsʼ      | tsʲʼ     | tsʷʼ     | tʃʼ     | tʃʼʷ    | kʼ    | kʲʼ   | kʷʼ   | qʼ     | qʷʼ    | qˤʼ    | ʔ         |           | ʕʼ        |
| Oclusiva / africada           | geminada                      | pː     | tː     |        |        | tsː      |          |          | tʃːʼ    | tʃːʷ    | kː    | kːʲ   |       | qː     | qːʷ    | qːˤ    |           |           |           |
| Oclusiva / africada           | vocal                         | b      | d      | dʲ     |        | dz       |          |          | dʒ      | dʒʷ     | g     | gʲ    | gʷ    | ɢ      | ɢʷ     | ɢˤ     |           |           |           |
| Fricativa                     | sorda                         | f      |        |        |        | s        | sʲ       |          | ʃ       | ʃʷ      | x     | xʲ    | xʷ    | χ      | χʷ     | χˤ     | h         | hʷ        | hˤ        |
| Fricativa                     | geminada                      |        |        |        |        | sː       | sːʲ      |          | ʃː      | ʃːʷ     | xː    | xːʲ   | xːʷ   | χː     | χːʷ    | χːˤ    |           |           |           |
| Fricativa                     | vocal                         | β ~ w  |        |        |        | z        | zʲ       | zʷ       |         |         | ɣ     |       |       | ʁ      | ʁʷ     | ʁˤ     |           |           |           |
| Aproximante/vibrante múltiple | Aproximante/vibrante múltiple |        | l      | lʲ     |        | r        |          |          | j       |         |       |       |       |        |        |        |           |           |           |

#### Vocales
|         | Palatal | Central | Velar |
| ------- | ------- | ------- | ----- |
| Cerrada | i ~ iː  |         | u     |
| Media   | e ~ eː  | ə       | o     |
| Abierta |         | a ~ aː  |       |

|         | Palatal | Central  | Velar    |
| ------- | ------- | -------- | -------- |
| Cerrada | iˤ      |          | uˤ       |
| Media   | eˤ      | əˤ       | oˤ ~ oːˤ |
| Abierta |         | aˤ ~ aːˤ |          |

### Gramática
El tsajur tiene 18 casos gramaticales y ha conservado suffixaufnahme o apilamiento de casos. Los verbos pueden tener formas singulares y plurales, y 7 modos gramaticales. El sistema de tiempos es complejo. A diferencia de los idiomas relacionados, las oraciones de en tsajur se pueden formar mediante una construcción afectiva.

#### Caso sustantivo
El tsajur exhibe una serie de casos de sustantivos, incluidos casos gramaticales y locales. Los casos ergativo y genitivo muestran concordancia con la clase de sustantivo principal, como se muestra a continuación.
| Caso       | Indicador                |
| ---------- | ------------------------ |
| Absolutivo | -∅                       |
| Ergativo   | -e(ː)1 / -(V)n2          |
| Genitivo   | -(V)na3, -(V)n4, -(V)ni5 |
| Dativo     | -(V)s                    |

Notas
1. Sustantivos humanos
2. Sustantivos no humanos
3. Sustantivo principal ABS, clases I-III
4. Sustantivo principal ABS, clases IV
5. Sustantivo principal OBL

| Caso       | Sg.       | Pl.          | Sg.    | Pl.     |
| ---------- | --------- | ------------ | ------ | ------- |
| Absolutivo | balkan    | balkanar     | zer    | zerbə   |
| Ergativo   | balkanan  | balkanāšše   | zeran  | zerbən  |
| Genitivo   | balkanana | balkanāššina | zerana | zerbəna |
| Dativo     | balkanus  | balkanāššis  | zerus  | zerbəs  |
|            | caballo   | caballo      | vaca   | vaca    |